# Exposição Universal de Barcelona de 1888
A Exposição Universal de Barcelona de 1888 foi a primeira feira mundial realizada na Espanha e aconteceu entre 20 de maio e 9 de dezembro de 1888.

## Resumo
Eugenio Serrano de Casanova tentou lançar a exposição em 1886, e quando esta tentativa falhou, o prefeito de Barcelona, Francesc Rius i Taulet, aceitou os planos do projeto. A feira foi realizada no reconstruído Parc de la Ciutadella, com o Arco do Triunfo fazendo a entrada. Mais de 2 milhões de espanhóis, europeus e outros estrangeiros visitaram a exposição, que lucrou o equivalente a 1 737 000 dólares americanos. A feira foi aberta por Afonso XIII da Espanha e Maria Cristina da Áustria Houve a participação de 27 países, incluindo China, Japão e Estados Unidos.

## Música
O fabricante de pianos Sébastien Érard patrocinou uma série de 20 concertos com Isaac Albéniz, um pianista e compositor catalão mais conhecido por suas peças de piano baseadas em folclores nacionais.

## Legado e Monumentos remanescentes
O principal legado da Expo 1888 foi o Parc de la Ciutadella, com suas fontes monumentais, seu Castel dels tres dracs (construído por Domènech i Montaner e que, hoje, é usado pelo Museu de Zoologia), seu Hivernacle (Museu de Geologia) e seu Umbracle (estrutura para plantas). Outra estrutura também importante construída para a Feira foi o modernista Arco do Triunfo.
O Monumento a Colombo, de 60 metros de altura, foi construído como ponto culminante das obras de melhoria do litoral da cidade para a Exposição de 1888.

## Galeria

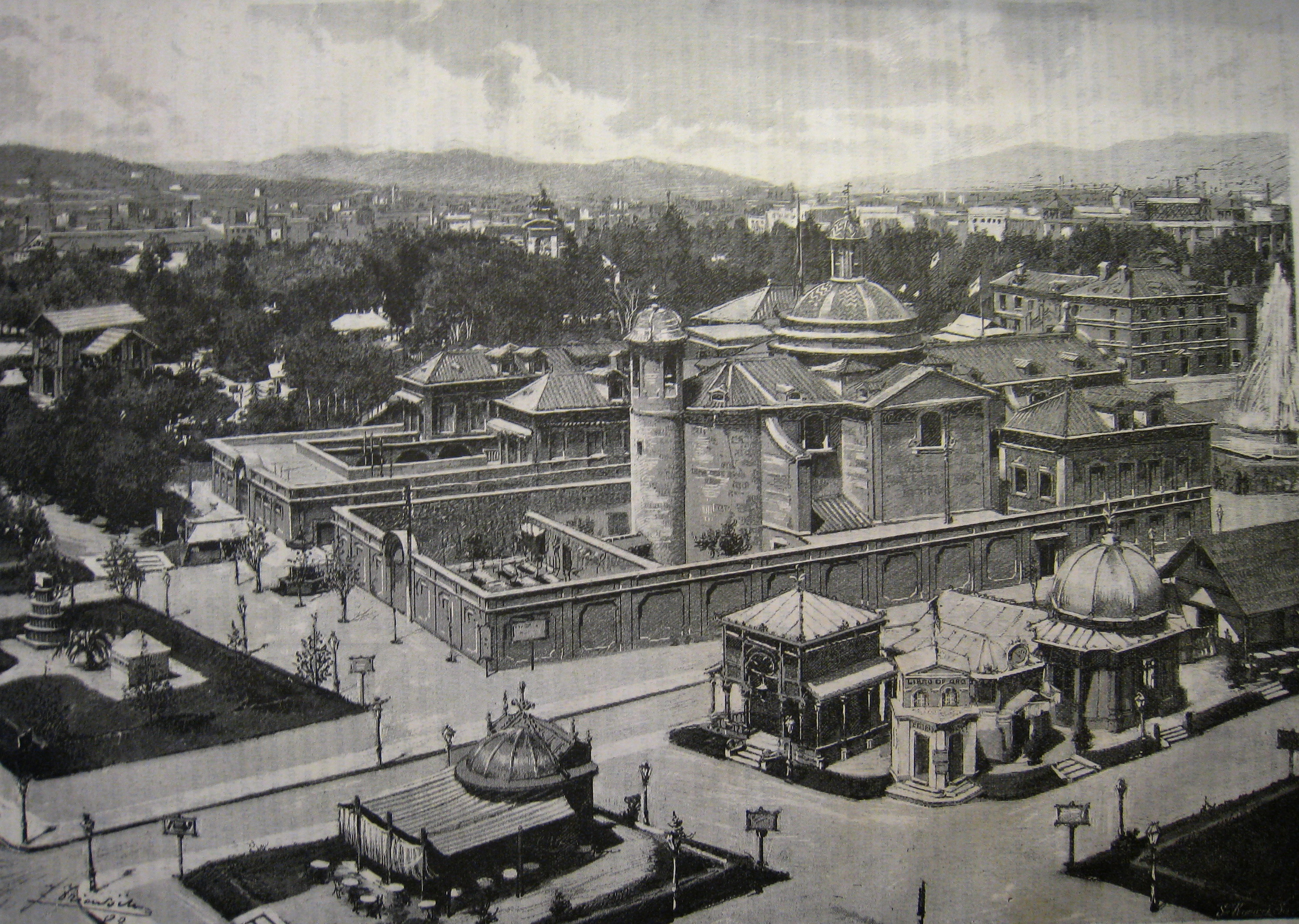
Pavilhões do Parc de la Ciutadella.
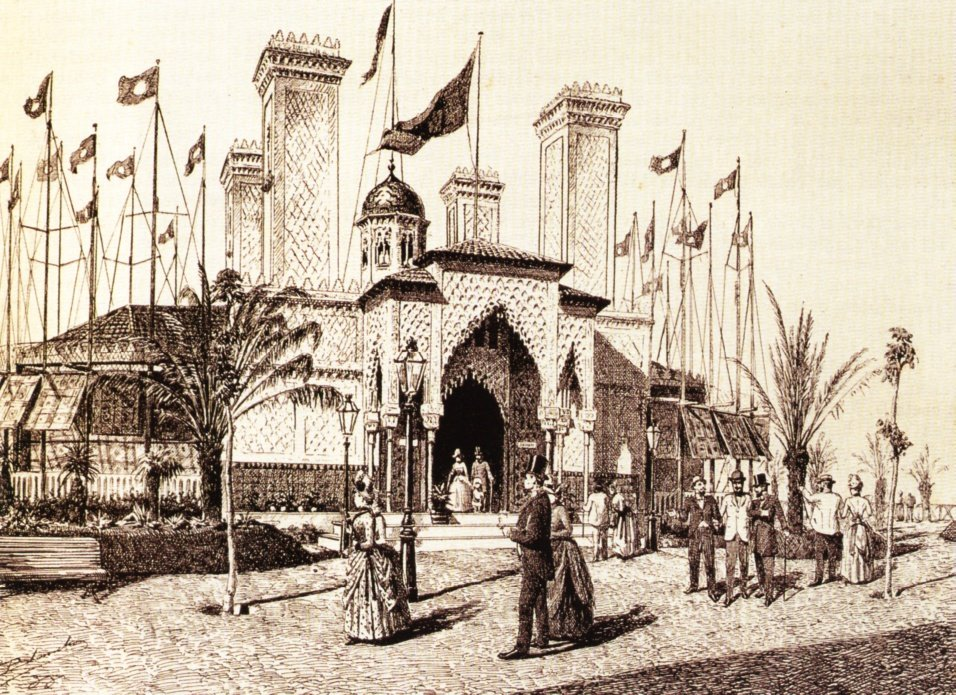
Pavilhão da Compañía Transatlántica Española, projetado por Antoni Gaudí
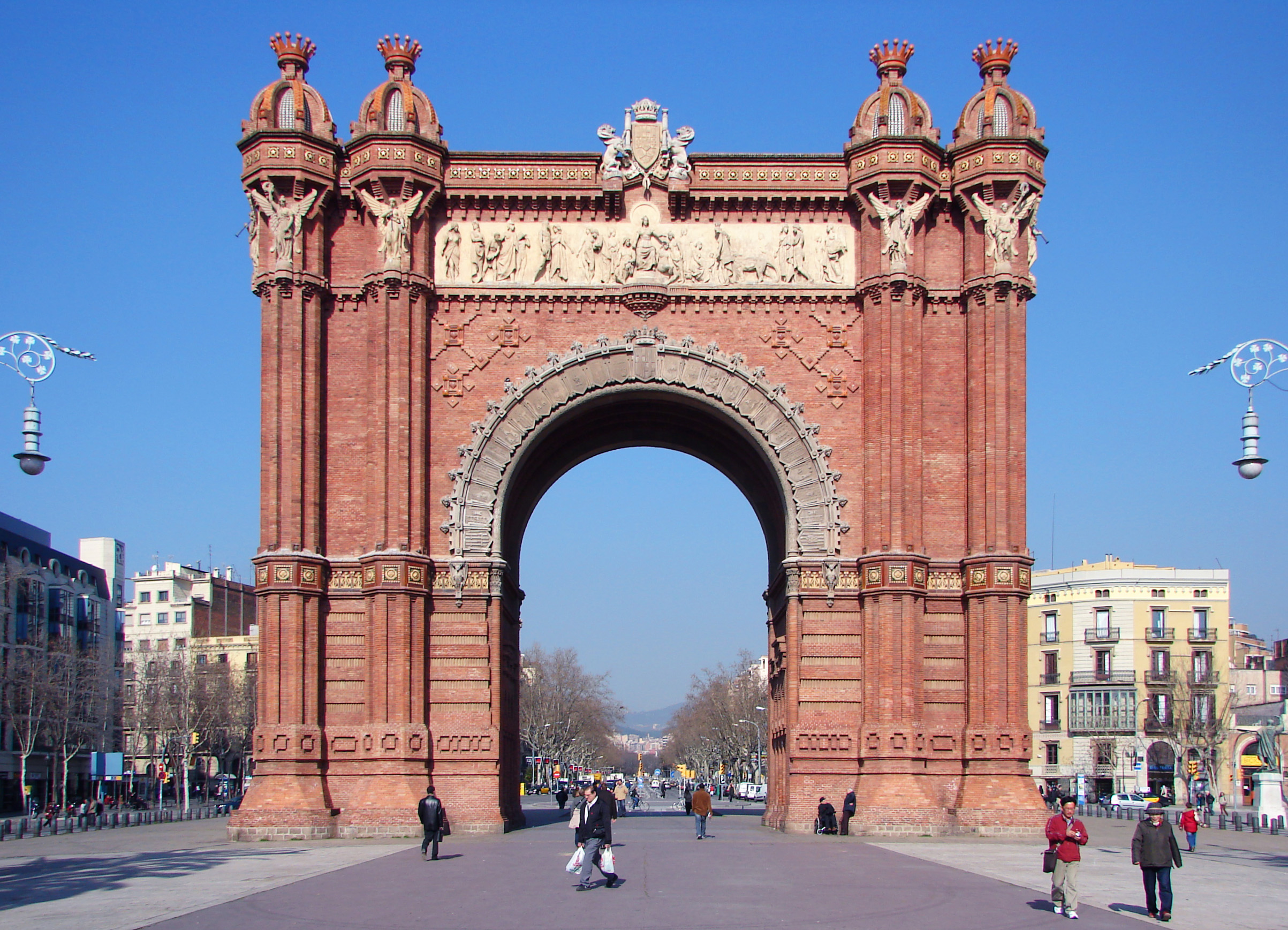
Arco do Triunfo de Barcelona
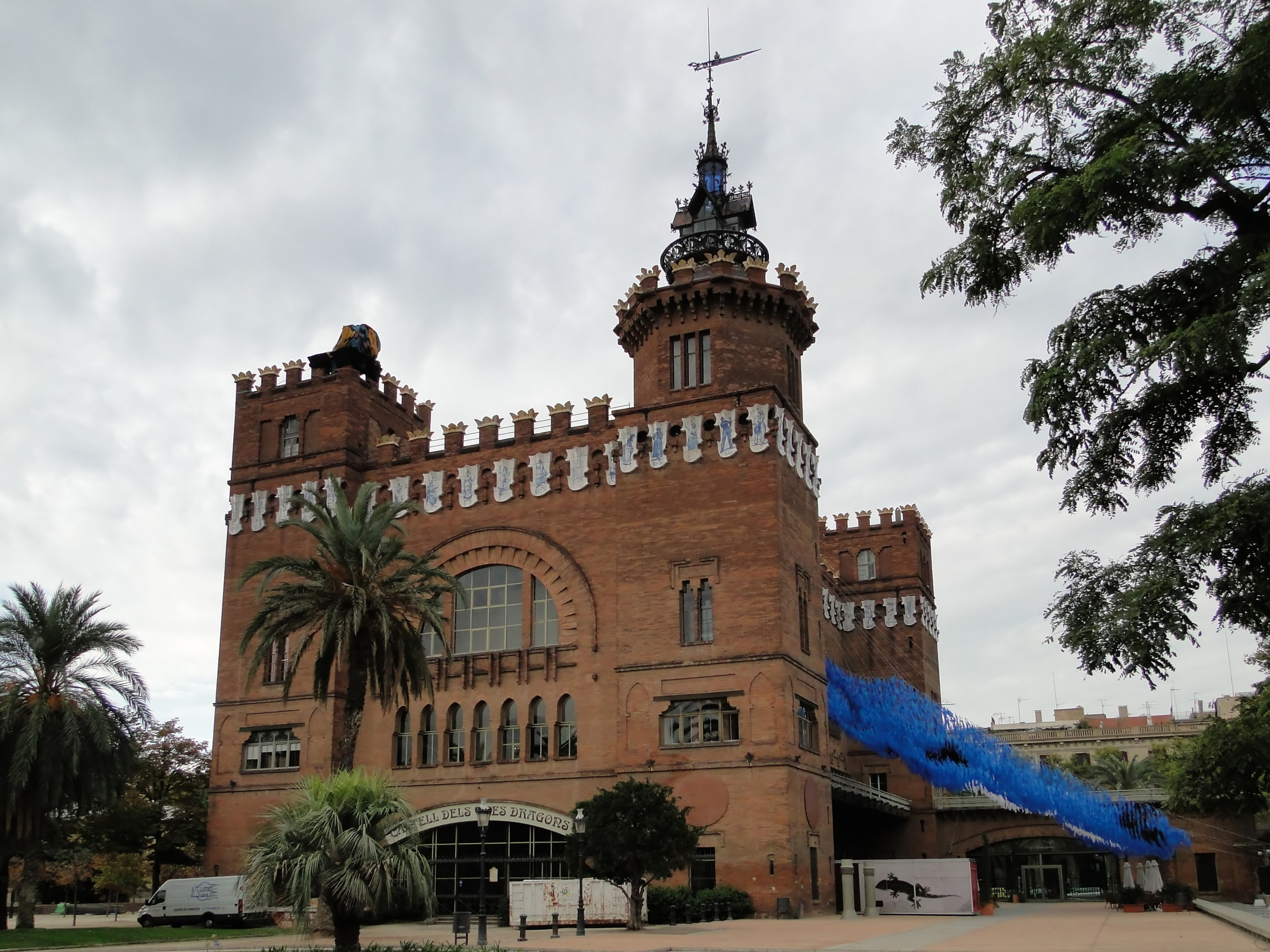
Fachada do Museu de Zoologia
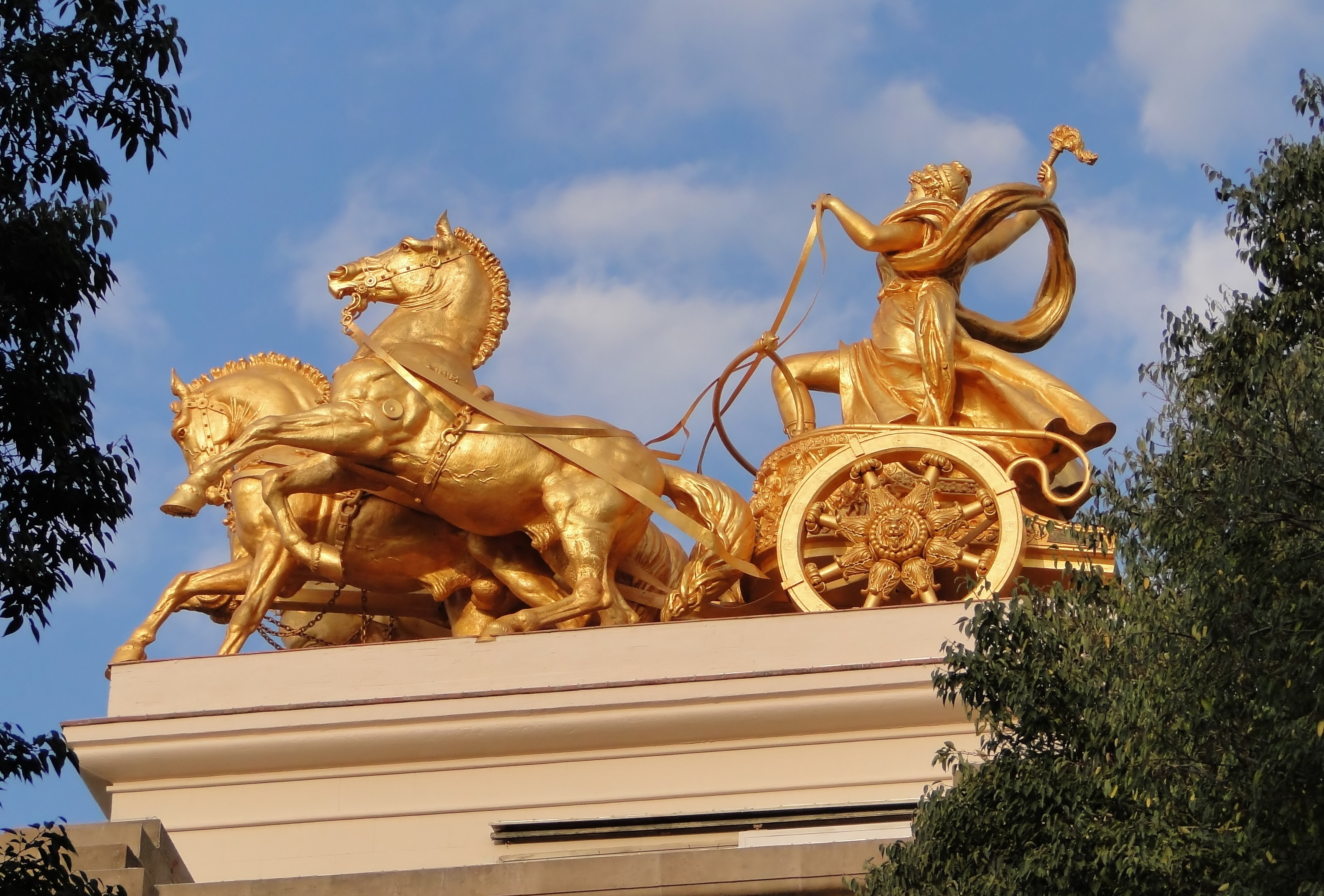
Topo da Font de la cascada
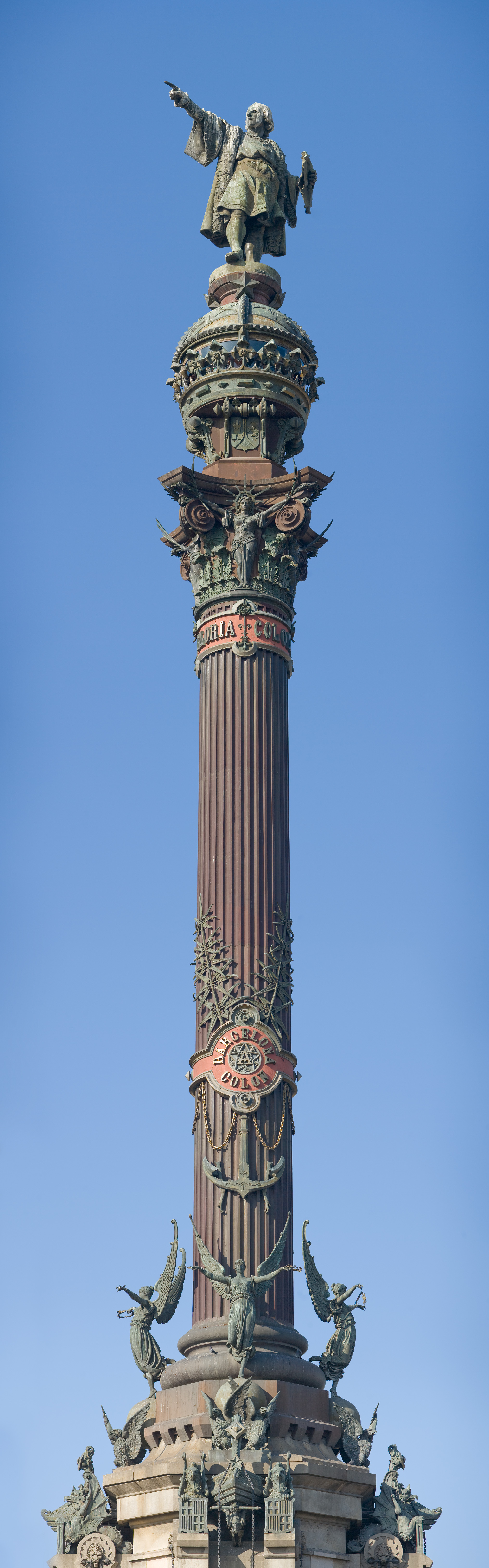
Monumento a Cristóvão Colombo